# Jesionka (powiat płoński)
Jesionka – wieś sołecka w Polsce położona w województwie mazowieckim, w powiecie płońskim, w gminie Baboszewo. We wsi znajduje się zabytkowa kapliczka oraz domy z okresu międzywojennego. 
W latach 1975–1998 miejscowość należała administracyjnie do województwa ciechanowskiego.